# كريس بران
كريس بران (بالإنجليزية: Chris Brann)‏ هو دي جيه وملحن وموسيقي ومنتج أسطوانات أمريكي، ولد في 25 مارس 1972 في أتلانتا في الولايات المتحدة.

## وصلات خارجية
- كريس بران على موقع IMDb (الإنجليزية)
- كريس بران على موقع ميوزك برينز (الإنجليزية)
- كريس بران على موقع ميوزك برينز (الإنجليزية)
- كريس بران على موقع ميوزك برينز (الإنجليزية)
- كريس بران على موقع ميوزك برينز (الإنجليزية)
- كريس بران على موقع أول ميوزيك (الإنجليزية)
- كريس بران على موقع أول ميوزيك (الإنجليزية)
- كريس بران على موقع أول ميوزيك (الإنجليزية)
- كريس بران على موقع أول ميوزيك (الإنجليزية)
- كريس بران على موقع ديسكوغز (الإنجليزية)
- كريس بران على موقع ديسكوغز (الإنجليزية)